# Slovacchia ai Giochi della XXXI Olimpiade
La Slovacchia ha partecipato ai Giochi della XXXI Olimpiade, che si sono svolti a Rio de Janeiro, Brasile, dal 5 al 21 agosto 2016.

## Medaglie
| Riepilogo quotidiano | Riepilogo quotidiano | Riepilogo quotidiano | Riepilogo quotidiano | Riepilogo quotidiano | Riepilogo quotidiano | Riepilogo quotidiano |
| -------------------- | -------------------- | -------------------- | -------------------- | -------------------- | -------------------- | -------------------- |
| Giorno               | Data                 |                      |                      |                      | Totale               |                      |
| 1º                   | 6                    | 0                    | 0                    | 0                    | 0                    |                      |
| 2º                   | 7                    | 0                    | 0                    | 0                    | 0                    |                      |
| 3º                   | 8                    | 0                    | 0                    | 0                    | 0                    |                      |
| 4º                   | 9                    | 0                    | 1                    | 0                    | 1                    |                      |
| 5º                   | 10                   | 0                    | 0                    | 0                    | 0                    |                      |
| 6º                   | 11                   | 1                    | 0                    | 0                    | 1                    |                      |
| 7º                   | 12                   | 0                    | 0                    | 0                    | 0                    |                      |
| 8º                   | 13                   | 0                    | 0                    | 0                    | 0                    |                      |
| 9º                   | 14                   | 0                    | 0                    | 0                    | 0                    |                      |
| 10º                  | 15                   | 0                    | 0                    | 0                    | 0                    |                      |
| 11º                  | 16                   | 0                    | 0                    | 0                    | 0                    |                      |
| 12º                  | 17                   | 0                    | 0                    | 0                    | 0                    |                      |
| 13º                  | 18                   | 0                    | 0                    | 0                    | 0                    |                      |
| 14º                  | 19                   | 1                    | 0                    | 0                    | 1                    |                      |
| 15º                  | 20                   | 0                    | 1                    | 0                    | 1                    |                      |
| 16º                  | 21                   | 0                    | 0                    | 0                    | 0                    |                      |
| Totale               | Totale               | 2                    | 2                    | 0                    | 4                    |                      |

### Medagliere per disciplina
| Sport            | Oro | Argento | Bronzo | Totale |
| ---------------- | --- | ------- | ------ | ------ |
| Canoa/kayak      | 1   | 2       | 0      | 3      |
| Atletica leggera | 1   | 0       | 0      | 1      |
| Totale           | 2   | 2       | 0      | 4      |

### Medaglie d'oro
| Medaglia | Nome                           | Sport            | Evento             |
| -------- | ------------------------------ | ---------------- | ------------------ |
| Oro      | Ladislav Škantár Peter Škantár | Canoa/kayak      | Slalom C2 maschile |
| Oro      | Matej Tóth                     | Atletica leggera | Marcia 50 km       |

### Medaglie d'argento
| Medaglia | Nome                                          | Sport       | Evento                 |
| -------- | --------------------------------------------- | ----------- | ---------------------- |
| Argento  | Matej Beňuš                                   | Canoa/kayak | Slalom C1 maschile     |
| Argento  | Tibor Linka Denis Myšák Juraj Tarr Erik Vlček | Canoa/kayak | K4 1000 metri maschile |

## Risultati

### Ciclismo

#### Ciclismo su strada
Maschile
| Atleta       | Evento         | Tempo    | Classifica |
| ------------ | -------------- | -------- | ---------- |
| Patrik Tybor | Corsa in linea | 6h30'05" | 45º        |

#### Mountain bike
Maschile
| Atleta      | Evento        | Tempo    | Classifica |
| ----------- | ------------- | -------- | ---------- |
| Peter Sagan | Cross-country | a 1 giro | 35º        |

### Ginnastica

#### Ginnastica artistica
Femminile
| Atleta           | Evento               | Qualificazione | Qualificazione | Qualificazione | Qualificazione | Qualificazione | Qualificazione | Finale          | Finale          | Finale          | Finale          | Finale          | Finale          |
| Atleta           | Evento               | Attrezzo       | Attrezzo       | Attrezzo       | Attrezzo       | Totale         | Posizione      | Attrezzo        | Attrezzo        | Attrezzo        | Attrezzo        | Totale          | Posizione       |
| Atleta           | Evento               | CL             | V              | T              | P              | Totale         | Posizione      | CL              | V               | T               | P               | Totale          | Posizione       |
| ---------------- | -------------------- | -------------- | -------------- | -------------- | -------------- | -------------- | -------------- | --------------- | --------------- | --------------- | --------------- | --------------- | --------------- |
| Barbora Mokošová | Concorso individuale | 13,933         | 13,800         | 12,033         | 13,033         | 52,799         | 45ª            | non qualificata | non qualificata | non qualificata | non qualificata | non qualificata | non qualificata |

### Nuoto
| Atleta               | Evento                    | Batterie | Batterie   | Semifinali      | Semifinali      | Finale          | Finale          |
| Atleta               | Evento                    | Tempo    | Classifica | Tempo           | Classifica      | Tempo           | Classifica      |
| -------------------- | ------------------------- | -------- | ---------- | --------------- | --------------- | --------------- | --------------- |
| Katarína Listopadová | 100 m farfalla            | 59"57    | 29ª        | non qualificata | non qualificata | non qualificata | non qualificata |
| Katarína Listopadová | 100 metri dorso femminili | 1'01"43  | 22ª        | non qualificata | non qualificata | non qualificata | non qualificata |

| Atleta          | Evento      | Batterie | Batterie   | Semifinali      | Semifinali      | Finale          | Finale          |
| Atleta          | Evento      | Tempo    | Classifica | Tempo           | Classifica      | Tempo           | Classifica      |
| --------------- | ----------- | -------- | ---------- | --------------- | --------------- | --------------- | --------------- |
| Richard Nagy    | 400 m misti | 4:13"87  | 9ª         | N.D.            | N.D.            | non qualificato | non qualificato |
| Tomáš Klobučník | 100 m rana  | 1:02"93  | 42ª        | non qualificato | non qualificato | non qualificato | non qualificato |

### Sollevamento pesi
Maschile
| Atleta        | Evento  | Strappo   | Strappo    | Slancio   | Slancio    | Totale | Classifica |
| Atleta        | Evento  | Risultato | Classifica | Risultato | Classifica | Totale | Classifica |
| ------------- | ------- | --------- | ---------- | --------- | ---------- | ------ | ---------- |
| Ondrej Kružel | +105 kg | 165 kg    | =21º       | 206 kg    | 18º        | 371 kg | 18º        |

### Tennis
Maschile
| Atleta                     | Evento  | 32-esimi                        | 16-esimi                                  | Ottavi                              | Quarti               | Semifinali           | Finale               | Pos.            |
| Atleta                     | Evento  | Avversario Risultato            | Avversario Risultato                      | Avversario Risultato                | Avversario Risultato | Avversario Risultato | Avversario Risultato | Pos.            |
| -------------------------- | ------- | ------------------------------- | ----------------------------------------- | ----------------------------------- | -------------------- | -------------------- | -------------------- | --------------- |
| Andrej Martin              | Singolo | D. Kudla (USA) V 2-0 (6-0, 6-3) | P. Kohlschreiber (GER) V WO               | K. Nishikori (JPN) P 0-2 (2-6, 2-6) | non qualificato      | non qualificato      | non qualificato      | non qualificato |
| Andrej Martin Igor Zelenay | Doppio  | N.D.                            | G. Elias/ J. Sousa (POR) P 0-2 (6-6, 2-6) | non qualificati                     | non qualificati      | non qualificati      | non qualificati      | non qualificati |

Femminile
| Atleta                    | Evento  | 32-esimi                        | 16-esimi                                | Ottavi               | Quarti               | Semifinali           | Finale               | Pos.            |
| Atleta                    | Evento  | Avversario Risultato            | Avversario Risultato                    | Avversario Risultato | Avversario Risultato | Avversario Risultato | Avversario Risultato | Pos.            |
| ------------------------- | ------- | ------------------------------- | --------------------------------------- | -------------------- | -------------------- | -------------------- | -------------------- | --------------- |
| Anna Karolína Schmiedlová | Singolo | R. Vinci (ITA) V 2-0 (7-5, 6-4) | E. Makarova (RUS) P 1-2 (6-3, 4-6, 2-6) | non qualificata      | non qualificata      | non qualificata      | non qualificata      | non qualificata |

### Tiro con l'arco
Maschile
| Atleta      | Evento      | Round di qualificazione | Round di qualificazione | 32-esimi                  | 16-esimi                  | Ottavi                    | Quarti                    | Semifinali                | Finale/ Finale per il bronzo | Pos.            |
| Atleta      | Evento      | Punteggio               | Seed                    | Avversario Seed Punteggio | Avversario Seed Punteggio | Avversario Seed Punteggio | Avversario Seed Punteggio | Avversario Seed Punteggio | Avversario Seed Punteggio    | Pos.            |
| ----------- | ----------- | ----------------------- | ----------------------- | ------------------------- | ------------------------- | ------------------------- | ------------------------- | ------------------------- | ---------------------------- | --------------- |
| Boris Baláž | Individuale | 631                     | 59                      | Ku B-c (KOR) (6) P 0-6    | non qualificato           | non qualificato           | non qualificato           | non qualificato           | non qualificato              | non qualificato |

Femminile
| Atleta            | Evento      | Round di qualificazione | Round di qualificazione | 32-esimi                  | 16-esimi                  | Ottavi                    | Quarti                    | Semifinali                | Finale/ Finale per il bronzo | Pos.            |
| Atleta            | Evento      | Punteggio               | Seed                    | Avversario Seed Punteggio | Avversario Seed Punteggio | Avversario Seed Punteggio | Avversario Seed Punteggio | Avversario Seed Punteggio | Avversario Seed Punteggio    | Pos.            |
| ----------------- | ----------- | ----------------------- | ----------------------- | ------------------------- | ------------------------- | ------------------------- | ------------------------- | ------------------------- | ---------------------------- | --------------- |
| Alexandra Longová | Individuale | 640                     | 22                      | L. Majhi (IND) (43) V 7-1 | Qi Y. (CHN) (11) P 0-6    | non qualificata           | non qualificata           | non qualificata           | non qualificata              | non qualificata |